# Dúdar
Dúdar – gmina w Hiszpanii, w prowincji Grenada, w Andaluzji, o powierzchni 8,37 km². W 2011 roku gmina liczyła 350 mieszkańców.
Wśród rzemiosła gminy należy wyróżnić hafty, dywany i gobeliny, a także ceramikę.